# Новгородская земля
Новгоро́дская земля́ (Новгородская Русь, Новгородчина) — одно из крупнейших исторических территориально-государственных образований Руси, охватывавшее её северо-запад и север. Новгородская земля с центром в Великом Новгороде являлась одним из двух основных центров формирования государственности Руси под властью династии Рюриковичей и одним из важнейших княжеских престолов эпохи Киевской Руси. В период её распада и в последующие столетия Новгородская земля развивалась как автономное русское государство с республиканскими формами правления под сюзеренитетом великих князей Владимирских (позже — Московских). В период наибольшего развития доходила на север до Белого моря, а на востоке распространялась за Уральские горы. Имела разветвлённые торговые связи в рамках Ганзейского союза. В XV веке в ходе великокняжеской политики «собирания русских земель» Великий Новгород с окрестными землями был полностью присоединён Москвой к централизованному Русскому государству. Новгородская земля просуществовала как административная единица до 1708 года.
Период политической истории Новгородской земли начиная с переворота 1136 года и резкого ограничения роли князя, до победы московского князя Ивана III над новгородцами в 1478 году большинством советских и современных историков принято называть Новгородская феодальная республика.
В понятие «Новгородская земля» иногда, не всегда верно (в зависимости от исторического периода), включают области новгородской колонизации на Северной Двине, в Карелии и Заполярье.
В историографии в отношении Новгородской земли в период ещё истории от Средних веков до Нового времени применяется также термин Новгородская Русь.

## Административное деление

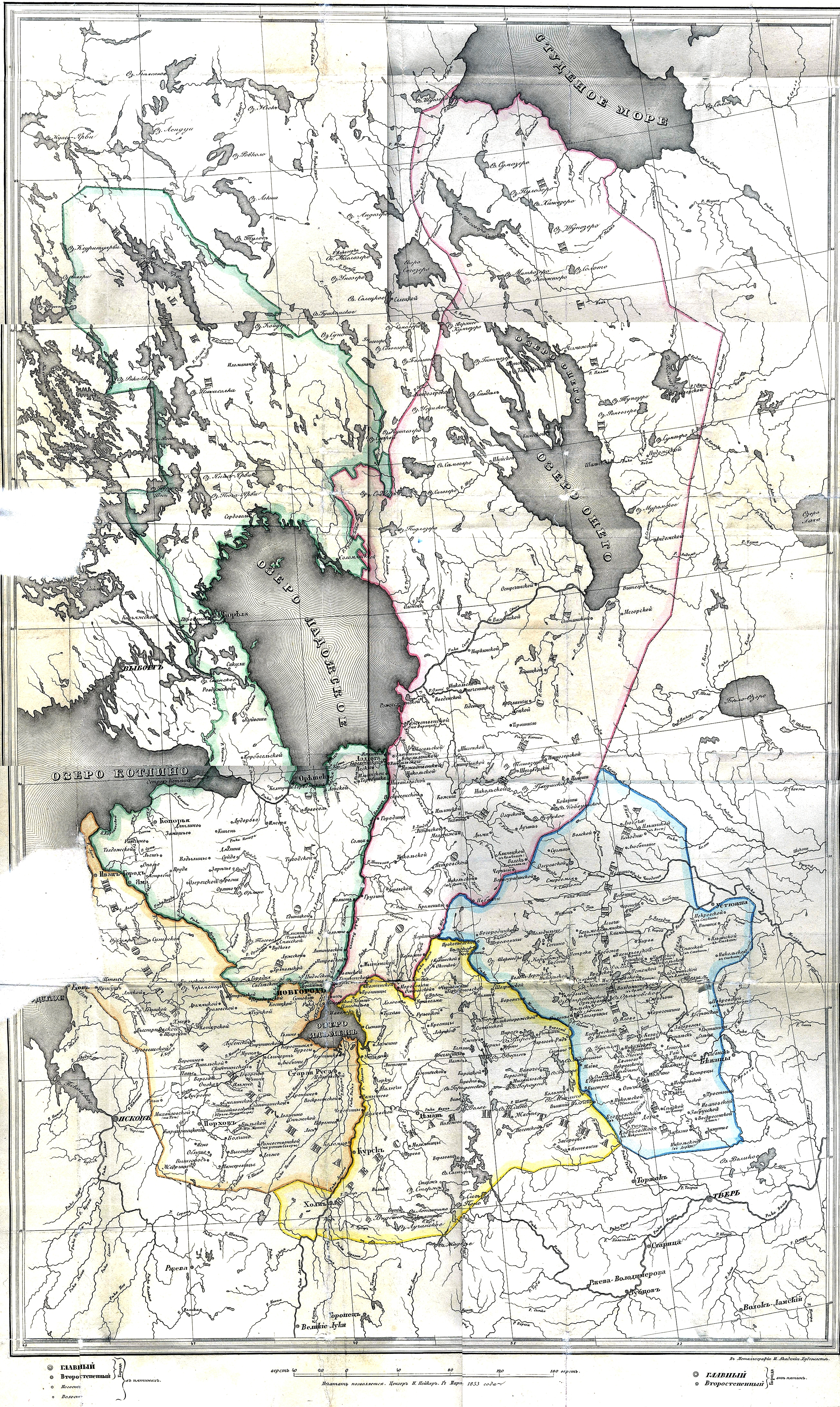
Новгородская земля XVI век

Административно к концу Средневековья делилась на пятины, которые, в свою очередь, со второй половины XVI века делились на половины (пятин). Пятинное деление наложилось на более раннее — на волости, уезды (присуды), погосты и станы, причём, по данным летописей, основы этого административного деления заложила в X веке княгиня Ольга, которая установила в Новгородской земле места погостов и уроки. В «Повести временных лет» даётся определение как «великой и обильной земли».
Судя по «Повести временных лет» и археологическим данным, к моменту прихода Рюрика в 862 году крупными поселениями уже были Новгород (вероятно как цепочка поселений от истоков Волхова и Рюрикова Городища вплоть до Холопьего городка, напротив Кречевиц), Ладога, Изборск и возможно Белоозеро. Скандинавы, вероятно, называли именно эту территорию Гардарики.
После вхождения Новгородской земли в состав Русского государства территориальное деление было сохранено, а территории с конца XV века названы пятинами, прежде Новгородская земля делилась на земли, а в XII веке на ряды — носившие одинаковое название с пятинами — Вотьская земля, Обонежский и Бежецкий ряд, Шелонь, Дерева. В каждой пятине было по нескольку присудов (уездов), в каждом присуде (уезде) — по нескольку погостов и волостей.
Пятины: Водская — между реками Волховом и Лугой, Обонежская — в междуречье рек Волхова и Мсты до Белого моря, Бежецкая — в междуречье рек Мсты и Мологи, Деревская — в междуречье рек Мсты и Ловати, Шелонская — от Ловати до Луги.
Некоторые территории относительно поздней новгородской колонизации не вошли в пятинное деление и образовали ряд волостей, находившихся на особом положении: Заволочье или Двинская земля — по Северной Двине от Онеги до Мезени. Эта волость называлось так потому, что находилась за волоком — водоразделом, отделяющим бассейны Онеги и Северной Двины от бассейна Волги и находилась за Обонежской и Бежецкой пятинами, где начинались волоки к реке Онеге (Поонежье). Пермь — в бассейне реки Вычегды и верховьям Камы. Печора — За Двинской землёй и Пермью к северо-востоку по обоим берегам реки Печоры до Уральского хребта. Югра — с восточной стороны Уральского хребта. Тре или Терский берег — на побережье Белого моря.
Пять городов с пригородами не принадлежали ни к какой пятине. Это было следствием того, что они вначале состояли в совместном владении у Новгорода с великими князьями Владимирскими, потом Московскими — Волок-Ламский, Бежичи (позже Городецк), Торжок, и с князьями Смоленскими, потом Литовскими, когда Смоленск был захвачен Литвой — Ржев, Великие Луки.
В 1348 году по Болотовскому договору Пскову была предоставлена автономия Новгородом в части выбора посадников (см. Псковская республика), при этом Псков признаёт московского князя своим главой и соглашается избирать на псковское княжение лиц, угодных великому князю. С 1399 эти князья называются московскими наместниками. Василий II добивается права назначать псковских наместников по своему усмотрению, причём они приносят присягу не только Пскову, но и великому князю. При Иване III псковичи отказываются от права смещать назначенных к ним князей. С 1510 года Псков — вотчина великого князя московского Василия III.

## Заселение
Заселение территории Новгородской земли началось в районе Валдайской возвышенности со времён палеолита и мезолита, вдоль границы Валдайского (Осташковского) оледенения, а на северо-западе Приильменья, в районе будущего территориального центра — со времён неолита.
Археологически и путём исследования топонимики предполагается присутствие здесь миграционных так называемых ностратических общин, сменившихся пришедшими с юго-запада индоевропейскими группами (будущими балтами и славянами) и пришедшими с востока предками прибалтийско-финских народов. Эта полиэтничность подтверждается и этногенетикой, геногеографией.
Во времена Геродота около 25 веков назад земли примерно от Балтики до Урала полностью или частично осваивали андрофаги, невры, меланхлены, будины, фиссагеты, иирки, северные скифы в регионе Волга-Кама, которых нередко локализуют в зависимости от исседонов.
При Клавдии Птолемее во II веке н. э. эти земли контролировали венеды, ставани, аорсы, аланы, боруски, царские сарматы и ещё более десятка больших и малых народов. Готский историк Иордан в перечне народов, подчинённых Германарихом, указывает и жителей севера Восточной Европы IV века: «в Аунксах весь, на Аброньге мерю, мордву в Мещере».
В начальной части «Повести временных лет» начала XII века читается мнение средневекового летописца о более древнем расселении народов:
въ Афетовѣ же части сѣдять Русь, Чюдь и вси языци: Меря, Мурома, Весь, Моръдва, Заволочьская Чюдь, Пермь, Печера, Ямь, Утра, Литва, Зимѣгола, Корсь, Лѣтьгола, Любь, Ляхъве же и Пруси и Чюдь присѣдять къ морю Варяжьскому

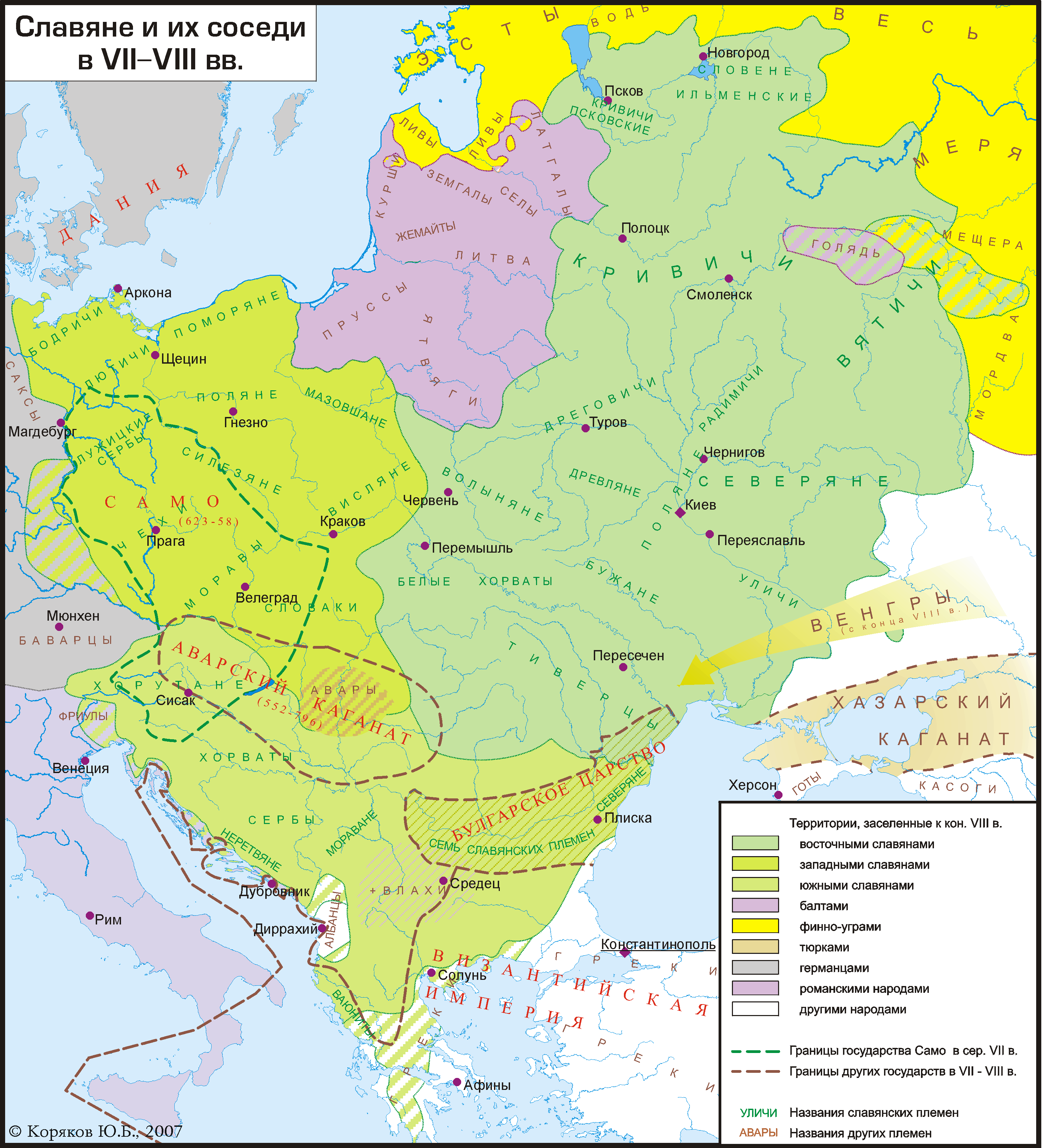
Карта расселения славян и их соседей на конец VIII века.

Традиционно считается, что в VI веке сюда пришли племена кривичей, а в VIII веке в процессе славянского заселения Восточно-Европейской равнины пришло племя ильменских словен. На этой же территории проживали финно-угорские племена, оставившие память о себе в названиях многочисленных рек и озёр. Трактовка дославянской топонимии как исключительно финно-угорской подвергается сомнению многими исследователями.
Время славянского заселения датируют, как правило, по типу курганных групп и отдельных курганов, расположенных на этой территории. Псковские длинные курганы — традиционно соотносят с кривичами, а курганы в форме сопки со словенами.
Археологические исследования в Старой Ладоге и Рюриковом Городище показывают наличие среди жителей этих первых крупных поселений в том числе и скандинавов, традиционно называемых в древнерусских (средневековых) литературных источниках варягами.

## Население
Археологически и путём исследования топонимики предполагается присутствие здесь миграционных гипотетических так называемых ностратических общин, из которых несколько тысяч лет назад в округе южнее Приильменья выделялись индоевропейцы (индоевропейские языки в частности — будущие славяне и балты) и финно-угры. Эта полиэтничность подтверждается и этногенетикой, геногеографией.
Кроме славянского населения, заметная часть Новгородской земли была заселена различными финно-угорскими племенами, находившимися на разных ступенях культуры и стоявшими в различных отношениях к Новгороду. Водская пятина наряду со славянами была населена водью и ижорой, которые издавна находились в тесной связи с Новгородом. Емь, жившая в южной Финляндии, была обыкновенно во вражде с новгородцами и более склонялась на сторону шведов, тогда как соседняя карела обыкновенно держалась Новгорода. Издавна Новгород приходил в столкновения с чудью, населявшей Лифляндию и Эстляндию; с этой чудью у новгородцев идет постоянная борьба, которая позднее переходит в борьбу новгородцев с ливонскими рыцарями. Заволочье было населено финно-угорскими племенами, которую часто называли заволоцкой чудью; позднее в этот край устремились новгородские колонисты . Терский берег был населён лопарями. Далее на северо-востоке жили пермяки и зыряне.
Центром славянских поселений были окрестности озера Ильмень и река Волхов, здесь жили ильменские словене.
Новгородцы, как и все славяне, клали умерших в курганы головой к западу. Часть древнерусских курганов в Новгородской земле с захоронениями головой на север или на юг оставлена ассимилированными славянами финно-уграми, однако в окраинных районах некоторые подобные курганы могли принадлежать и финноязычному населению, воспринявшему у славян обычай погребения под курганной насыпью. Наряду с обычными трупоположениями, при которых умершего клали в курган на спине, с вытянутыми ногами, в Новгородской земле встречаются сидячие захоронения. Вряд ли сидячие захоронения связаны исключительно с водским ритуалом. Скорее всего такие трупоположения в новгородских курганах являются реликтом древней погребальной обрядности северо-запада Восточной Европы.
Монастырское землевладение в Новгороде и Пскове росло довольно быстро. Многие знатные передавали по завещаниям свои земли на помин души, монастыри могли также покупать землю. В то же время отчуждали свои владения они редко. Исключалось также дробление церковных земель, свойственное светскому землевладению. Доходы с земель пускались духовенством в торговый оборот. Церковь в Новгороде и Пскове покровительствовала торговле, хранила эталоны мер и весов, скрепляла международные торговые договоры.
К числу светских землевладельцев относились бояре, житьи (зажиточные) люди и своеземцы (земцы во Пскове). В отличие от других русских земель, в Новгороде и Пскове отсутствовал княжеский домен и имелось землевладение городской общины.
Наибольшим влиянием обладали бояре. Основу их могущества составляло богатство. Первоначально они пользовались доходами от общественных земель Новгорода. Индивидуальное землевладение боярства складывается к XIV веку. Новгородские бояре занимались также торговлей и ростовщичеством. Они занимали высшие выборные должности (посадника, кончанского старосты). Во Пскове крупное землевладение не было распространено, экономическое господство бояр было слабее, поэтому роль князя и веча была выше, чем в Новгороде.
Новгородская судная грамота упоминает житьих людей рядом с боярами. Они также владели землями, населёнными крестьянами и, как и бояре, оставались горожанами и принимали участие в торговле. До XIV века из их числа избирался тысяцкий, но затем эта должность была узурпирована боярами.
Основная масса новгородских своеземцев (673 из 780) владела мелкими вотчинами, сопоставимыми с крестьянскими наделами. Около 25 % своеземцев обрабатывали участки собственным трудом. Около 1/3 предоставляли свои владения в пользовании крестьян и проживали в городе. Своеземцы пользовались привилегиями членов городской общины. Источники, прежде всего новгородские писцовые книги, свидетельствуют, что одной из наиболее древних форм было коллективное землевладение горожан. К примеру, в коллективной собственности более чем 115 жителей города Ямы находилось село в 52 крестьянских двора. Распад такой коллективной собственности был одним из источников возникновения мелких вотчин.
Как отмечал С. В. Юшков, основной землевладельческой группой были горожане. Члены городской общины обладали исключительным правом на вотчины из земель, тяготевших к городу. Режим этих земель регулировало вече. Основным занятием купцов была торговля, но, как и каждый горожанин, они могли быть землевладельцами. Новгородская судная грамота при разрешении споров о земле упоминают купца в одном ряду с боярином и житьим человеком. Купечество было объединено в корпорации, общества, центрами которых обычно служили храмы. По Рукописанию князя Всеволода XIII века известен устав корпорации, объединённой вокруг новгородской церкви Иоанна Предтечи. Иванская корпорация в решении своих дел действовала самостоятельно. В Новгороде имелись чёрные, малодшие люди, к которым относились мастера, ученики, ремесленники и наймиты. В качестве членов городской общины они пользовались рядом привилегиями при покупке земель, тянувших к городу, принимали участие в местном самоуправлении, обладали податным иммунитетом.
Зависимое население было представлено крестьянами, половниками и холопами. Большая часть крестьян находилась в зависимости от государства и именовалась смердами. Они выполняли повинности в пользу государства и платили налоги. Согласно договору между Псковом и Литвой, беглого смерда следовало возвращать «в свой погост». В некоторых источниках монастырские крестьяне именовались сиротами. Постепенно увеличивалось число крестьян, зависимых от землевладельцев. Вотчинное землевладение росло за счёт самовольного захвата крестьянских земель, а также покупки земель общинников, вышедших из крестьянской общины.
Псковская судная грамота уделяет большое место половникам, людям, работавшим из половины урожая. Во Пскове половники были представлены изорниками — пахарями, огородниками и кочетниками — рыболовами. Они жили в селе господина. Изорник мог уйти своего господина только один раз в году поздней осенью и при условии выплаты всех долгов.
В Новгороде и Пскове имелись также холопы. В Новгородской республике холопы обрабатывали земли в вотчинах. Документы предписывали возвращать беглых холопов их хозяевам. В Новгородской судной грамоте говорится, что господин нёс ответственность за своего холопа в случае совершения последним преступления, преследуемого в порядке частного обвинения.

## История

### Древнейший период (до 882 года)
Новгородская земля была одним из центров образования Древнерусского государства. В Новгородской земле возникло государственное или предгосударственное образование, где правил Рюрик, основатель русской княжеской династии Рюриковичей. Традиционно, начиная с русской летописи «Повести временных лет» начала XII века и до настоящего времени, призвание варягов во главе с Рюриком считается началом истории Руси и отправной точкой русской государственности. Некоторые историки относят начало Русского государства к другому времени или привязывают к другому событию (например, к 882 году, когда князь Олег захватил Киев, объединив два центра Руси).

### В составе Киевской Руси (882—1136)

#### Принятие христианства и правление Ярослава Мудрого

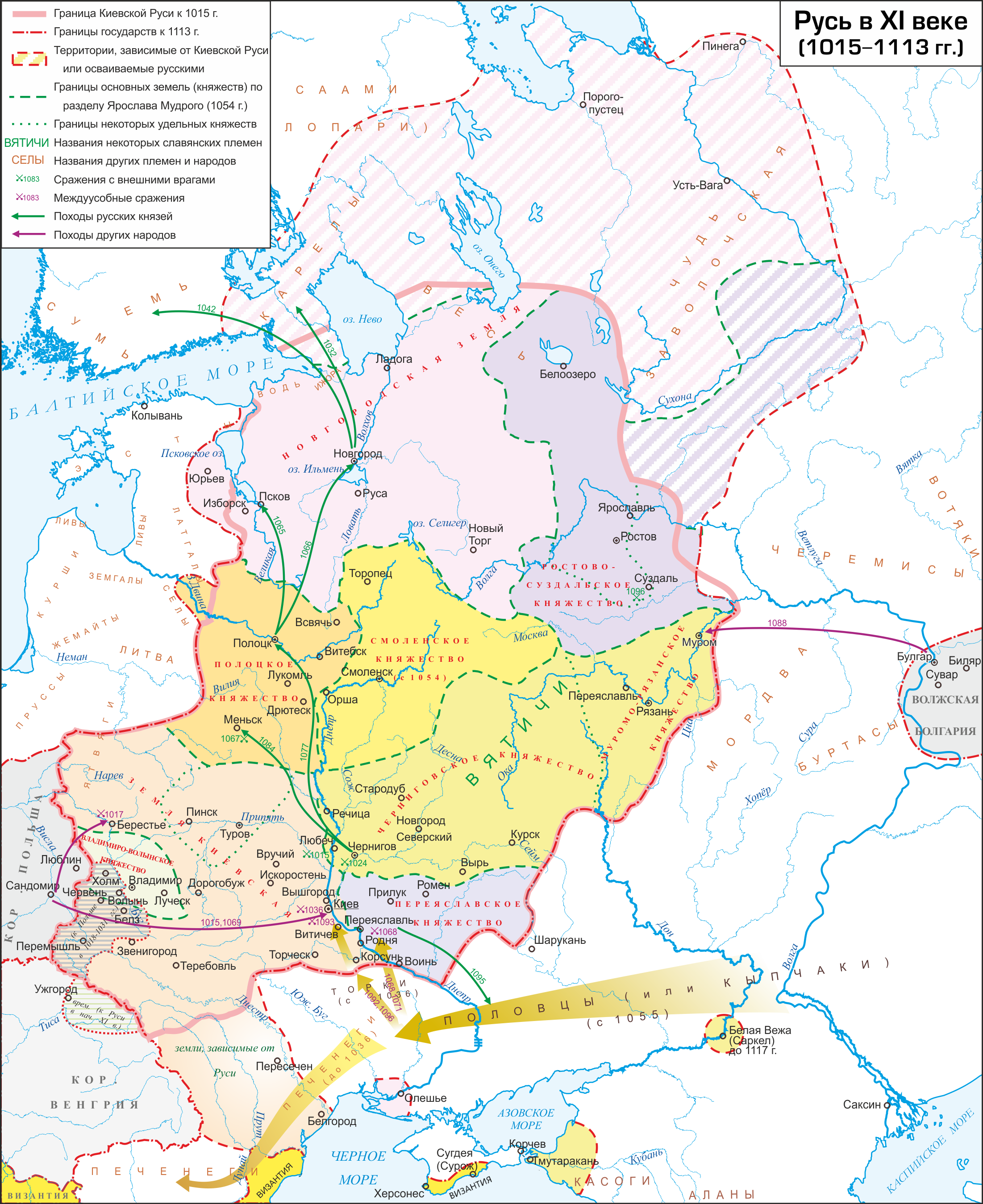
XI век

В конце IX — начале X века (в условной летописной датировке в 882 году) центр государства Рюриковичей перемещается из Новгорода в Киев. В X веке Ладога подверглась нападению норвежского ярла Эрика. В 980 году новгородский князь Владимир Святославич (Креститель) во главе варяжской дружины сверг киевского князя Ярополка. В 1015—1019 годах новгородский князь Ярослав Владимирович Мудрый свергнул киевского князя Святополка Окаянного. Новгородцы оказывали Ярославу поддержку в ходе войны и после своей победы в войне Ярослав наградил их и дал Новгороду «Правду» и «Устав» — грамоту. В дальнейшем в своих грамотах, на которых целовали крест садившиеся в Новгороде князья, новгородцы указывали на грамоту Ярослава как на прообраз. Также при Ярославе были построены «Детинец» и «Софийский Собор».

#### От княжества к независимости
В 1032 году в походе на «Железные Ворота» новгородцев возглавил воевода Улеб. В 1020 и 1067 годах Новгородская земля подверглась нападению полоцких Изяславичей. Второе нападение привело к взятию и разграблению Новгорода после того как новгородское войско во главе с князем Мстиславом было побеждено на реке Черёхе. Мстислав бежал с поля боя и не вернулся в Новгород, возможно опасаясь гнева горожан.
В конце 1060-х или в 1070-х годах в Новгороде появился волхв, утверждавший что он владеет даром предвидения и осуждавший принятие христианства и призывавший вернуться к язычеству. На сторону волхва встали «людье», в то время как князь Глеб и его дружина поддержали епископа. Согласно летописи, Глеб зарубил волхва топором, таким образом показав что тот не способен предвидеть даже своё будущее. Историки связывают появление волхва и конфликт между горожанами и властями с неурожаем в Новгородской земле, а также, возможно, с появлением кометы в 1066 году и с нападением полочан. Князь Глеб был изгнан новгородцами в 1078, вынужден был бежать в земли чуди, где и был убит. Это было первым достоверным случаем изгнания князя, не устраивавшего горожан.
В XI веке наместник — сын киевского князя — ещё обладал большими полномочиями. В этот же период появился институт посадников, правивших в Новгороде в то время когда там не было своего князя (как Остромир) или князь был малолетним, как в 1088 году, когда на княжение в Новгород Всеволод Ярославич прислал внука Мстислава (сына Владимира Мономаха). В 1095 недовольные отсутствием своего князя Давыда Святославича новгородцы вернули Мстислава, а через семь лет воспротивились попытке киевского князя заменить Мстислава на своего сына. К XI веку историки относят зарождение республиканских органов власти (вече, князь, посадник). По мнению В. Л. Янина, уже в этот период существовало такое ограничение княжеской власти, как запрет напрямую собирать подати и владеть новгородскими землями.
Во втором десятилетии XII века Владимир Мономах усилил центральную власть в Новгородской земле. В 1117 году без учёта мнения новгородской общины Мстислав был отозван отцом на юг, а на новгородский престол посажен князь Всеволод Мстиславич. Некоторые бояре выступили против подобного решения князя, в связи с чем они были вызваны в Киев и брошены в тюрьму.
После смерти Мстислава Великого в 1132 году и углубления тенденций политической раздробленности новгородский князь лишился поддержки центральной власти. В 1134 году Всеволод был изгнан из города. Вернувшись в Новгород, он вынужден был заключить «ряд» с новгородцами, ограничивающий его полномочия. 26 января 1135 года войско Новгорода во главе с Всеволодом и Изяславом Мстиславичами проиграло сражение у Жданой горы войску суздальского князя Юрия Долгорукого. В 1136 год недовольные действиями князя новгородцы предъявили ему следующие обвинения:

1. не блюдет смердов; 2. зачем ты хотел сесть в Переяславле; 3. ехал ты с боя впереди всех; а потому много погибших; в начале велел нам, сказал, к Всеволоду присоединиться, а снова от него отступить велит
Оригинальный текст (рус.)1, не блюдеть смерд; 2, чему хотел еси сести Переяславли; 3, ехал еси с пълку переди всех, а на то много; на початыи, велев ны, рече, к Всеволоду приступите, а пакы отступити велить

Вследствие этого Всеволод был заключён под стражу, а затем изгнан из Новгорода.

### Республиканский период (1136—1478)

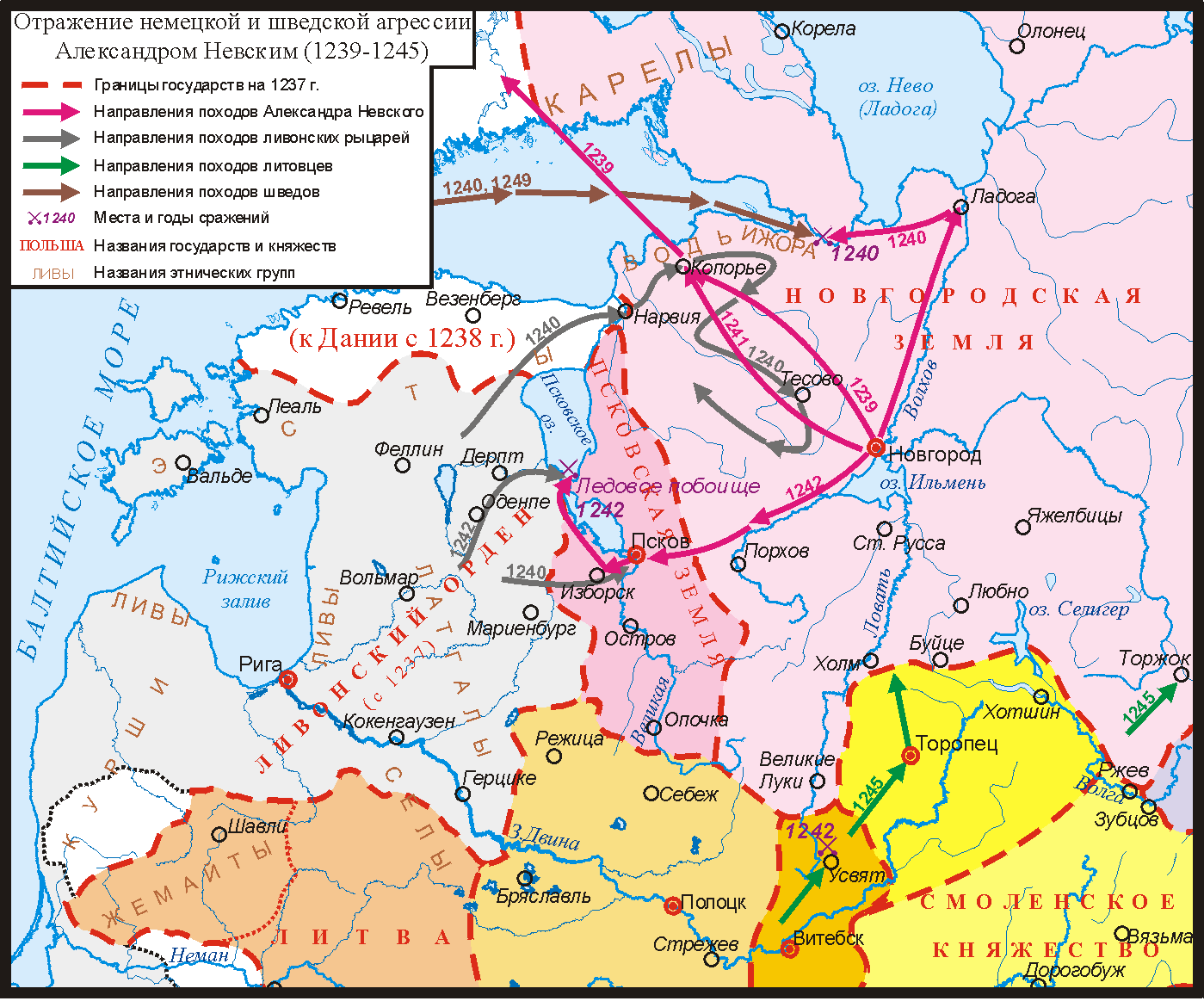
Карта 1239—1245

Первые попытки Новгорода обрести независимость от Древнерусского государства появились в XI веке. Новгородские бояре при поддержке городского населения хотели избавиться от бремени налогообложения Киева и создать своё войско. В 1136 году из-за бегства князя Всеволода Мстиславича с поля битвы у Жданой горы и изгнания его из Новгорода, в Новгородской земле установилось республиканское правление.
Во времена монгольского нашествия на Русь и последующих монгольских и ордынских походов Новгороду удалось избежать разорения благодаря удалённому расположению. Но юго-восточные города новгородских владений (Торжок, Волок, Бежецк) были разграблены и опустошены. В 1259 году Новгородская земля при содействии Александра Невского была вовлечена в данническую зависимость от Орды. В 1236—1240 и 1241—1252 годах в Новгороде княжил Александр Невский, в 1328—1337 годах — Иван Калита. До 1478 года новгородский княжеский стол занимали преимущественно суздальские и владимирские князья, иногда — литовские князья.
До XV века владения Новгорода расширялись на восток и северо-восток. Республика приобрела земли вокруг Онежского озера, вдоль реки Северной Двины и побережье Белого моря. Также исследовались Баренцево и Карское моря, запад Cеверного Урала. Районы к северо-востоку от столицы были богаты пушным зверем и солью. Эти ресурсы имели большое значение для экономики Новгородской республики, основу которой составляла торговля.

### В составе централизованного Русского государства (с 1478)
Покорив Новгород в 1478 году, Москва унаследовала его прежние политические отношения с соседями. Наследием периода независимости было сохранение дипломатической практики, при которой северо-западные соседи Новгорода — Швеция и Ливония — поддерживали дипломатические отношения с Москвой через новгородских наместников великого князя.
В территориальном отношении Новгородская земля в эпоху Русского царства (XVI—XVII века) делилась на 5 пятин: Водскую, Шелонскую, Обонежскую, Деревскую и Бежецкую. Наиболее мелкими единицами административного деления в то время являлись погосты, по которым определялось географическое местоположение селений, производился подсчёт населения и их податного имущества.
Иван III положил конец новгородско-ганзейским отношениям в 1494 году, когда по его указу немецкая контора в Великом Новгороде была закрыта, а ганзейские купцы и их товары были арестованы и отправлены в Москву. Разные историки называют разные причины этого: желание Ивана III после подчинения Новгорода Москве подорвать его могущество, заключение русско-датского договора в 1493 году, казнь (сожжение заживо) двух русских в Ревеле в 1494 году (один был казнен как фальшивомонетчик, второй — по обвинению в содомии) без уведомления властей русской стороны, как это надлежало сделать согласно новгородско-ливонскому договору 1493 года.

#### Царствование Василия III
21 марта 1499 года сын царя Ивана III Василий был объявлен Великим князем Новгородским и Псковским, а в апреле 1502 года — Великим князем Московским и Владимирским и Всея Руси самодержцем, то есть стал соправителем Ивана III, а после смерти Ивана III 27 октября 1505 года — единоличным монархом. Переговоры между Ганзой и великим князем завершились возобновлением деятельности Немецкого двора в Новгороде в 1515 году.

#### Царствование Ивана Грозного

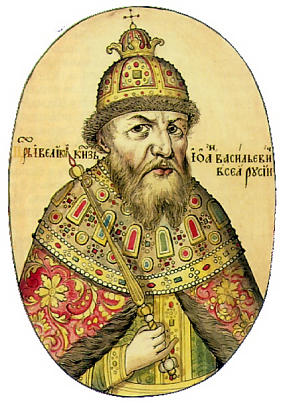
Иван Васильевич IV (1533—1584)

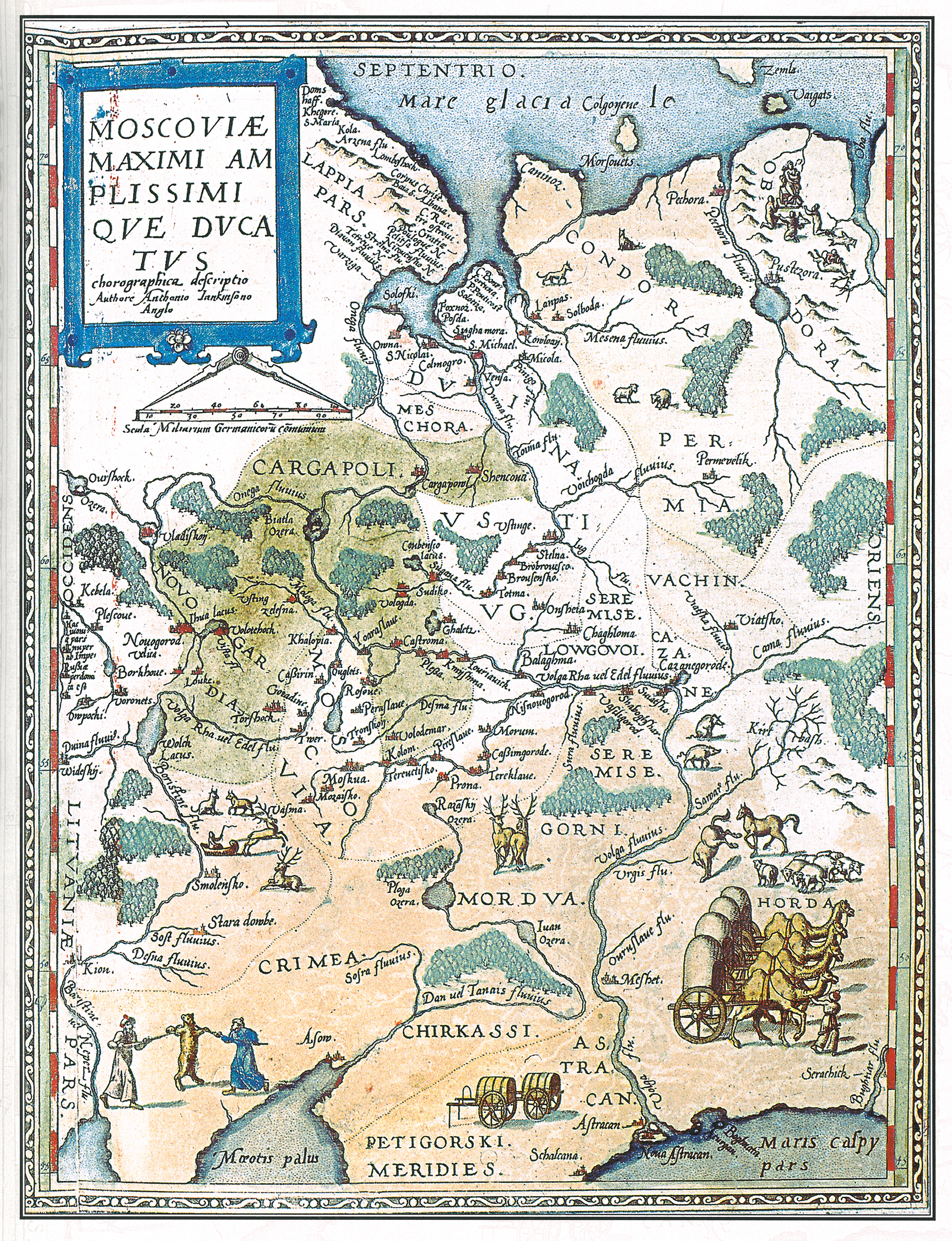
Новгородская земля на голландской карте Московии — максимального (по размеру) Великого княжества. 1593 год

В 1565 году, после того как царь Иван Грозный разделил Русское государство на опричнину и земщину, город вошёл в состав последней. Огромный урон Новгороду нанёс опричный погром, учинённый зимой 1569/1570 годов войском, лично возглавлявшимся Иваном Грозным. Поводом к погрому послужил донос и подозрения в измене (как предполагают современные историки, новгородский заговор был придуман фаворитами Грозного Василием Грязным и Малютой Скуратовым). Были разграблены все города по дороге от Москвы до Новгорода, по пути Малюта Скуратов лично задушил в тверском Отроческом монастыре митрополита Филиппа Колычёва. Число жертв в Новгороде было более 27 тыс. чел. (в 1546 году в городе было 35 тыс. чел.). В Новгороде разгром длился 6 недель, людей тысячами пытали и топили в Волхове. Город был разграблен. Имущество церквей, монастырей и купцов было конфисковано

#### Смутное время. Шведская оккупация.
В 1609 году в Выборге правительство Василия Шуйского заключило со Швецией Выборгский договор, по которому в обмен на военную помощь шведской короне передавался Корельский уезд.
В 1610 году в Новгород был назначен воеводой Иван Одоевский.
В 1610 году царь Василий Шуйский был низвержен и Москва присягнула королевичу Владиславу. В Москве образовалось новое правительство, которое начало приводить к присяге королевичу и другие города Русского государства. В Новгород был послан для приведения к присяге и для оберегания от шведов, явившихся в это время на севере и от воровских шаек И. М. Салтыков. Новгородцы и, вероятно, во главе их и Одоевский, бывший постоянно в хороших отношениях с новгородским митрополитом Исидором, имевшим большое влияние на новгородцев, да, по-видимому, и сам пользовавшийся среди новгородцев уважением и любовью, согласились не раньше впустить Салтыкова и присягнуть королевичу, чем получат из Москвы список с утверждённой крестоцеловальной грамоты; но и получив грамоту присягнули только после того, как взяли с Салтыкова обещание, что он не введёт с собой в город поляков.
Скоро в Москве и во всей России возникло сильное движение против поляков; во главе ополчения, поставившего своей задачей изгнать поляков из России, стал Прокопий Ляпунов, вместе с некоторыми другими лицами составивший временное правительство, которое, вступив в управление страной, начало рассылать и воевод по городам.
Летом 1611 года к Новгороду подошёл шведский генерал Якоб Делагарди со своей армией. Он вступил в переговоры с новгородскими властями. Он спрашивал воевод, враги они шведам или друзья и хотят ли соблюдать Выборгский договор, заключённый со Швецией при царе Василии Шуйском. Воеводы могли ответить только, что это зависит от будущего царя и что они на этот вопрос ответить не имеют права.
Правительством Ляпунова в Новгород был послан воевода Василий Бутурлин. Бутурлин, прибыв в Новгород, начал вести себя иначе: немедленно начал переговоры с Делагарди, предлагая русскую корону одному из сыновей короля Карла IX. Начались переговоры, которые затянулись, а между тем у Бутурлина с Одоевским возникли распри: Бутурлин не позволял осторожному Одоевскому принимать мер к охране города, допустил Делагарди, под предлогом переговоров, перейти Волхов и подступить к самому пригородному Колмовскому монастырю, и даже разрешил новгородским торговым людям поставлять шведам разные припасы.
Шведы поняли, что им представляется очень удобный случай овладеть Новгородом, и 8 июля повели приступ, который был отражён только благодаря тому, что новгородцы вовремя успели сжечь окружавшие Новгород посады. Однако новгородцы продержались в осаде недолго: в ночь на 16 июля шведам удалось прорваться в Новгород. Сопротивление им было оказано слабое, так как все ратные люди были под начальством Бутурлина, который после непродолжительного боя удалился из города, пограбив новгородских купцов; Одоевский и митрополит Исидор заперлись в Кремле, но, не имея в своём распоряжении ни боевых запасов, ни ратных людей, должны были вступить в переговоры с Делагарди. Был заключён договор, по условиям которого новгородцы признавали шведского короля своим покровителем, и Делагарди был впущен в Кремль.
К середине 1612 года шведы заняли всю Новгородскую землю, кроме Пскова и Гдова. Неудачная попытка взять Псков. Шведы прекратили военные действия.
У князя Пожарского не хватало войска, чтобы воевать одновременно с поляками и шведами, поэтому с последними он начал переговоры. В мае 1612 года из Ярославля в Новгород был отправлен посол «земского» правительства Степан Татищев с грамотами к новгородскому митрополиту Исидору, боярину князю Ивану Одоевскому и командующему шведскими войсками Якобу Делагарди. У митрополита Исидора и боярина Одоевского правительство спрашивало, как у них дела со шведами? К Делагарди правительство писало, что если король шведский даст брата своего на государство и окрестит его в православную христианскую веру, то они рады быть с новгородцами в одном совете. Одоевский и Делагарди ответили, что вскоре пришлют в Ярославль своих послов. Вернувшись в Ярославль, Татищев объявил, что от «шведов добра ждать нечего». Переговоры со шведами о кандидате Карла-Филиппа в московские цари стали для Пожарского и Минина поводом к созыву Земского собора.
В июле в Ярославль приехали обещанные послы: игумен Вяжицкого монастыря Геннадий, князь Фёдор Оболенский и из всех пятин, из дворян и из посадских людей — по человеку. 26 июля новгородцы предстали перед Пожарским и заявили, что «королевич теперь в дороге и скоро будет в Новгороде». Речь послов закончилась предложением «быть с нами в любви и соединении под рукою одного государя».
Затем из Ярославля в Новгород было отправлено новое посольство Перфилия Секерина. Ему было поручено при содействии новгородского митрополита Исидора заключить со шведами договор «чтоб крестьянству была тишина и покой». Возможно, что в связи с этим поднят был в Ярославле и вопрос об избрании царем шведского королевича, признанного Новгородом. Однако, царское избрание в Ярославле не состоялось.
В октябре 1612 года Москва была освобождена и возникла необходимость в выборе нового государя. Из Москвы во многие города Руси, и в том числе в Новгород, были разосланы грамоты от имени освободителей Москвы — Пожарского и Трубецкого. В начале 1613 года в Москве состоялся Земский собор, на котором был избран новый царь — Михаил Романов.
25 мая 1613 года начинается восстание против шведского гарнизона в Тихвине. Восставшие посадские люди отбили у шведов укрепления Тихвинского монастыря и выдерживали в них осаду до середины сентября, вынудив отряды Делагарди отступить. С успешного тихвинского восстания начинается борьба за освобождение Северо-Западной Руси и Новгорода, завершившаяся подписанием Столбовского мирного договора в 1617 году.
Шведы покинули Новгород лишь в 1617 году, в полностью разорённом городе осталось только несколько сотен жителей. В ходе событий Смутного времени границы Новгородской земли были существенно уменьшены из-за потери пограничных с Швецией земель по Столбовскому миру 1617 года.

### В составе Российской империи
В 1708 году территория вошла в Ингерманландскую (c 1710 Санкт-Петербургская губерния) и Архангелогородскую губернии, а с 1726 года была выделена Новгородская губерния, в которой было 5 провинций: Новгородская, Псковская, Тверская, Белозерская и Великолуцкая.